# 軍事建築公司
軍事建築公司（俄语：Военно-строительная компания），是隸屬於俄羅斯國防部的公營公司及非牟利公司。

## 成立
2019年10月18日，俄羅斯總統弗拉基米爾·普京簽署法令成立軍事建築公司，專門負責執行俄羅斯國防部的各項大型建設計畫，包括戰略設施的建設、重建及大規模維修。俄羅斯國防部長謝爾蓋·紹伊古被任命為該公司首任監督委員會的主席，任期為五年。而該公司實際上由俄羅斯國防部副部長鐵木爾·伊萬諾夫控制。

## 清洗
2023年7月，伊萬諾夫的高級助理、該公司總經理安德烈·貝爾科夫在俄羅斯聯邦國防部清洗中以貪污罪被捕。

## 制裁
2023年11月2日，因應俄羅斯入侵烏克蘭，軍事建築公司被列入美國的制裁名單。制裁針對在俄羅斯佔領的烏克蘭地區運作的公司，理由是該公司屬於俄羅斯國防部，參與俄羅斯佔領下馬里烏波爾的重建工作。